# Madonna col Bambino (dai Libri)
Madonna con il Bambino è un dipinto del pittore veronese Girolamo dai Libri, realizzato con la tecnica della pittura a olio su tela, conservato nel museo di Castelvecchio a Verona.
Si tratta di un prima e più semplice versione della successiva pala Madonna tra i santi Lorenzo Giustiniani e Zeno dipinta per un altare della chiesa di San Giorgio in Braida a Verona. Si ritiene possa essere stata realizzata nel secondo decennio del XVI secolo.